# TT90
La tombe thébaine TT 90 est située à Cheikh Abd el-Gournah, dans la nécropole thébaine, sur la rive ouest du Nil, face à Louxor en Égypte.
C'est la sépulture de Nebamon qui a vécu sous les règnes de Thoutmôsis IV et Amenhotep III.